# Bom Jesus da Penha
Bom Jesus da Penha is een gemeente in de Braziliaanse deelstaat Minas Gerais. De gemeente telt 3.980 inwoners (schatting 2009).

## Aangrenzende gemeenten
De gemeente grenst aan Alpinópolis, Jacuí, Nova Resende, Passos en São Pedro da União.